# Leo Howard
Leo Howard (ur. 13 lipca 1997 w Newport Beach) – amerykański aktor i model, wykorzystujący w swoich rolach elementy sztuk walki (m.in. w G.I. Joe: Czas Kobry, Conan Barbarzyńca 3D i Z kopyta).

## Życiorys
Leo Howard urodził się w Newport Beach. Jego rodzicami są Randye i Todd „The Big Bulldog” Howard. Leo, zanim zdecydował się na profesjonalną karierę aktorską, uczęszczał do Tri-City Christian Schools w Vista, a dorastał w Fallbrook w hrabstwie San Diego.

## Filmografia
| Film      | Film                              | Film                  | Film                                           |
| Rok       | Film                              | Rola                  | Uwagi                                          |
| --------- | --------------------------------- | --------------------- | ---------------------------------------------- |
| 2009      | Aussie and Ted's Great Adventure  | Eric Brooks           |                                                |
| 2009      | G.I. Joe: Czas Kobry              | młody Snake Eyes      |                                                |
| 2009      | Kamień życzeń – magiczne przygody | Laser Short           |                                                |
| 2009      | Dzieci kukurydzy                  | głos                  |                                                |
| 2010      | Logan                             | Logan Hoffman         |                                                |
| 2011      | Conan Barbarzyńca 3D              | młody Conan z Cymerii |                                                |
| TV        |                                   |                       |                                                |
| Rok       | Program                           | Rola                  | Uwagi                                          |
| 2005      | Detektyw Monk                     | Mały karateka         | odcinek: „Mr. Monk Goes Home Again"            |
| 2009–2011 | Leo Little’s Big Show             | Leo Little            | główna rola                                    |
| 2009–2010 | Zeke i Luther                     | Hart Hamlin           | Postać epizodyczna                             |
| 2011      | PrankStars                        | jako on sam           | Odcinek: „Stick it to Me"                      |
| 2011–2015 | Z kopyta                          | Jack                  | główna rola                                    |
| 2013      | Taniec rządzi                     | Logan                 | rola drugoplanowa                              |
| 2015      | Szczury laboratoryjne             | Troy West             | odcinek Bionic Action Hero                     |
| 2016–2017 | Freakish                          | Grover Jones          | główna rola                                    |
| 2018      | Santa Clarita Diet                | Sven                  | odcinki: "Going Pre-med", "Suspicious Objects" |
| od 2019   | H2O – Mako Secrets                | Jack                  | główna rola                                    |

## Nagrody
| Nagrody | Nagrody            | Nagrody | Nagrody     | Nagrody                           | Nagrody | Nagrody |
| Rok     | Nagroda            | Kategoria | Rola        | Film                              | Wynik   | źródło  |
| ------- | ------------------ | --- | ----------- | --------------------------------- | ------- | ------- |
| 2010    | Young Artist Award | Best Performance in a Feature Film Young Ensemble Cast (dzielona z: Jimmym Bennettem, Jakiem Shortem, Devonem Gearhartem, Jolie Vanier i Trevorem Gagnonem) | Laser Short | Kamień życzeń – magiczne przygody | wygrana | [ 4 ]   |